# 长期萧条
长期萧条（英語：the Long Depression，长萧条）是自1873年开始的一场全球性的价格和经济衰退，一直持续到1879年3月或1896年（具体取决于衡量的指标）。受长萧条影响最严重的是欧洲和美国，而欧美正是美国南北战争后的十年里在第二次工业革命的推动下曾经强劲增长的地区。英國在1873年的經濟停滯事件稱之為長蕭條(Long Depression)，美國1873年这一事件在当时称作“大萧条”（Great Depression），该叫法一直沿用至1930年代的大萧条爆发。虽然长萧条期间普遍通缩、经济普遍收缩，但没有出现大萧条那样严重的经济倒退。
长萧条在西欧和北美最明显，部分原因是这些地区最容易获得该时期的可靠数据。通常认为，英国是受冲击最严重的国家；期间，它失去了在工业上对歐洲大陸经济体的巨大领先地位。主流观点认为英国经济从1873年到1896年处于持续萧条中，一些文字资料将该时期称为1873-1896年大萧条，英国农业部门长期衰退进一步加剧了金融和制造业的损失。
在美国，经济学家通常将长萧条称为1873-1879年萧条，由1873年恐慌开始，随后是1893年恐慌，二者中间是更广泛的整个长萧条时期。美國全國經濟研究所（NBER）将恐慌后的收缩期界定为1873年10月到1879年3月。它以65个月的持续期间，被NBER确定为持续时间最长的经济收缩，超过了大萧条时期的43个月的收缩。1873年到1879年期间，美国有18,000家企业破产，其中包括89家铁路公司。十个州和数百家银行破产。失业率在1878年达到顶峰，而此时已是1873年最初的金融恐慌结束很久之后。不同资料来源将美国失业率峰值定在8.25%至14%之间。

## 背景
萧条发生前有几段重大军事冲突和经济扩张时期。在欧洲，普法戰爭结束，德国产生了新的政治秩序，而向法国索要的2亿英镑赔款导致德国和中欧的通货膨胀投资热潮。贝塞麦转炉等工业新技术正在快速应用；铁路蓬勃发展。美国内战结束和短暂的战后经济衰退（1865-1867年）过后迎来了投资热潮，投资尤其集中在美國西部公共土地上的铁路，这一扩张得到了大量外国资金支持。

## 危机的起因
長蕭條是多種因素共同引發的，其中一個起因在於對鐵路和土地過度加槓桿引發的金融危機，並且伴隨錯誤的政策，累積了鉅額债务，隨之而來的是持續的去槓桿（償還債務）。

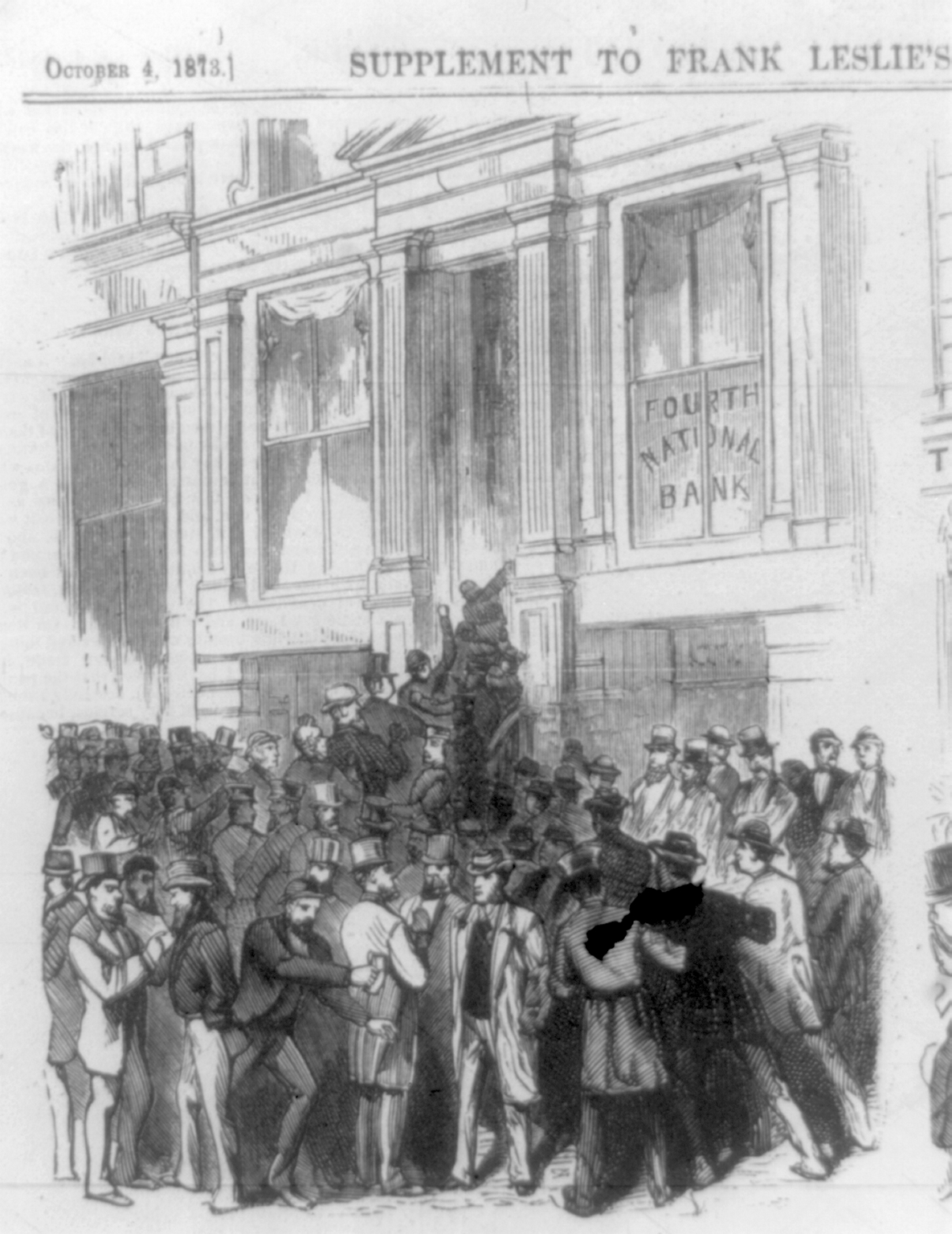
1873年纽约市拿骚街20号第四国民银行挤兑。出自《弗兰克·莱斯利画报》（Frank Leslie's Illustrated Newspaper），1873年10月4日。

1873年，在白银贬值期间（德意志帝国停止生产塔勒币，加剧了这一状况），美国政府于4月通过了《1873年硬幣法令》。法令事实上结束了美国的金银复本位制度，首次迫使其采用纯金本位制。该举措被其反对者称为“1873年罪行”，也是威廉·詹宁斯·布莱恩1896年黄金十字架演讲的主旨，它迫使美国貨幣供應量收缩。这也进一步压低了白银价格，而内华达州却仍在开发新的银矿，这刺激了矿业投资，但却在需求下降时增加了供给。银矿工人事先并不知道银币生产禁令，来到了美国铸币厂，却发现他们的产品不再受欢迎。到9月，美国经济陷入危机，通货紧缩导致银行恐慌和商业投资不稳定，在1873年恐慌中达到高潮。
1873年恐慌被称为“第一次真正的国际危机”。1873年4月开始，推动欧洲中部股市飙升的乐观情绪达到了狂热的程度，对泡沫的担忧在維也納的恐慌中达到了顶峰。1873年5月8日，維也納證券交易所的股价开始崩盘，一直持续到5月10日该交易所闭市；三天后重新开市时，恐慌情绪似乎已消退，且似乎仅限于奥匈帝国。仅数月后的黑色星期四，即1873年9月18日，在Jay Cooke and Company银行因北太平洋铁路的问题而倒闭后，金融恐慌蔓延至美洲。北太平洋铁路已获得40 × 106英畝（160,000平方）的美国西部公共土地，Cooke为公司寻求1亿美元的融资；当发行的债券无法售出时，该银行倒闭了，不久其他几家大银行也紧随其后。纽约证券交易所于9月20日休市十天。
随后，金融传染回到欧洲，在维也纳引发第二次恐慌，恐慌在欧洲大陆引发了又一波破产潮。法国在金融危机前的几年里一直在通货紧缩，暂时幸免于难，英国的情况也类似。
一些人认为经济萧条的根源是1870年的普法戰爭，战争摧毁了法国经济，《法蘭克福條約》迫使法国向德国支付大笔战争赔偿。美国物价低迷的主要原因是南北战争后美国为恢复金本位而采取的紧缩货币政策。美国政府为实现这一目标，将资金从流通市场中抽走，因此可用于促进贸易的资金减少了。这种货币政策使白银价格开始下跌，导致资产价值大幅下跌；大多数人认为，1879年之后产量仍在增长，由于工业生产率、贸易和竞争的增加，价格进一步承受下行压力。
在美国，即期券（为内战融资而发行的纸币）和1869年聯合太平洋鐵路建设中猖獗的欺诈行为等金融投机盛行，最终导致了动产信用公司丑闻。铁路建设过剩和市场疲软在1873年戳破了泡沫。联合太平洋和北太平洋铁路线都是崩盘的风暴眼；另一个铁路泡沫是英国的铁路狂热。
1873年恐慌使各国政府取消了货币挂钩，以节省资金。其诱因之一是欧洲和北美各国政府在1870年代早期废除了白银。因为白银被视为对农村地区比对大城市的银行更具货币效益，《1873年硬幣法令》遭到了农民和矿工的强烈反对。此外，还有美国公民主张继续使用政府发行的法定貨幣（美鈔）来避免通货紧缩，并促进出口。废除白银激怒了美国西部多个州——内华达州、科羅拉多州和爱达荷州是拥有高产矿山的巨大白银生产州，但几年间采矿活动减少了。1878年的《布兰德-艾利森法案》授权恢复银元铸币。美国政府于1890年通过《谢尔曼白银采购法案》恢复购买白银。
货币主义者认为，1873年萧条是由破坏金本位制的黄金短缺引起的，而1848年的加利福尼亚淘金热、1886年的南非威特沃特斯兰德淘金热和1896-1899年克朗代克淘金热帮助缓解了这些危机。其他一些分析指出发展周期（见康德拉季耶夫长波）的影响，这种理论认为第二次工业革命在许多国家的经济中造成了巨大转变，带来转型成本，这也可能是导致萧条的因素之一。

## 萧条的过程
与后来的大萧条类似，长萧条对不同国家的影响在不同时间、以不同速度发生，也有国家在一定时期内实现了快速增长。然而，在19世纪70、80和90年代，全球物价水平普遍下降，经济增长率明显低于之前和之后的时期。
1870年至1890年间，五个最大产铁国的铁产量翻了一番以上，从1100万吨增加到2300万吨，钢铁产量增加了20倍（从50万吨到1100万吨），铁路蓬勃发展。但与此同时，多种商品市场的价格暴跌：1894年的粮食价格仅为1867年的三分之一，棉花价格在1872-1877年的短短五年间下跌了近50%，农民和种植园主的生活十分艰难。价格崩溃在法国、德国和美国等许多国家激起了保护主义，也引发了意大利、西班牙、奥匈帝国和俄罗斯等其他国家的大规模移民。同样，虽然钢铁产量在1870-1890年代之间翻番，钢铁价格却减半了。
与19世纪早期和之后的情况相比，许多国家的增长率明显较低：
|                          | 1850年代–1873 | 1873–1890 | 1890–1913 |
| ------------------------ | ------------- | --------- | --------- |
| 德意志帝國               | 4.3           | 2.9       | 4.1       |
| 大不列颠及爱尔兰联合王国 | 3.0           | 1.7       | 2.0       |
| 美国                     | 6.2           | 4.7       | 5.3       |
| 法兰西第三共和国         | 1.7           | 1.3       | 2.5       |
| 義大利王國               |               | 0.9       | 3.0       |
| 瑞典                     |               | 3.1       | 3.5       |

|                          | 1830 | 1840 | 1850 | 1860 | 1870 | 1880 | 1890 |
| ------------------------ | ---- | ---- | ---- | ---- | ---- | ---- | ---- |
| 俄罗斯帝国               | 10.5 | 11.2 | 12.7 | 14.4 | 22.9 | 23.2 | 21.1 |
| 法兰西第三共和国         | 8.5  | 10.3 | 11.8 | 13.3 | 16.8 | 17.3 | 19.7 |
| 大不列颠及爱尔兰联合王国 | 8.2  | 10.4 | 12.5 | 16.0 | 19.6 | 23.5 | 29.4 |
| 德意志帝國               | 7.2  | 8.3  | 10.3 | 12.7 | 16.6 | 19.9 | 26.4 |
| 奥匈帝国                 | 7.2  | 8.3  | 9.1  | 9.9  | 11.3 | 12.2 | 15.3 |
| 義大利王國               | 5.5  | 5.9  | 6.6  | 7.4  | 8.2  | 8.7  | 9.4  |

### 奥匈帝国
全球经济危机首先在奥匈帝国爆发，1873年5月，该国的維也納證券交易所崩盘。在匈牙利，1873年恐慌结束了铁路建设的狂潮。

### 智利
1870年代后期，智利的经济形势恶化。加拿大、俄罗斯和阿根廷的产量超过了智利小麦出口量，而智利的铜在国际市场上基本上被美国和西班牙的铜所取代。智利的银矿开采收入也有所下降。1878年担任智利总统的安尼巴爾·平托表达了他的担忧：
|                               | 如果新矿的发现或类似的新事物不能改善实际情况，那么已长期遭受的危机还会将进一步恶化 |
| ——智利总统安尼巴爾·平托，1878 |                                                                                    |

根据历史学家加布里埃尔·萨拉查和胡里奥·平托的说法，“新矿的发现”是通过硝石战争征服玻利維亞和秘鲁的土地实现的。一些人认为，经济形势和对硝石这种新财富的看法是智利精英决定与邻国开战的真正原因。
豪尔赫·平托·罗德里格斯认为，1880年代当局在阿劳卡尼亚地区占领原住民土地，也是为了应对经济危机。

### 法国
法国的经历有些不同。在普法戰爭中战败后，法国被要求向德国支付2亿英镑的赔款，且在1873年崩盘发生时已经风雨飘摇。法国在支付赔款的同时故意采取了通货紧缩的政策。
虽然美国在1880年代恢复了一段时间的增长，但1882年巴黎证券交易所崩盘使法国陷入萧条，是次萧条“持续时间更长，19世纪期间法国付出的代价可能比其他任何国家都多”。法国的Union Générale银行于1882年倒闭，促使法国人从英格兰银行提走300万英镑，并引发了法国股市暴跌。
疾病对葡萄酒和丝绸行业的冲击使金融危机雪上加霜。法国的资本积累和外国投资骤降至19世纪下半叶的最低水平。普法战争结束后新投资银行蓬勃发展之后，崩盘对法国银行业造成的破坏给金融业蒙上了阴影，一直持续到20世纪初。法国的财政因海外投资失败，特别是在铁路和建筑领域，而进一步陷入困境。1882-1892年的十年间，法国国民生产净值下降。

### 意大利
1887年以后，法意两国爆发了长达十年的关税战，令意大利統一时期繁荣的法意关系蒙上阴影。由于法国是意大利最大的投资者，因此清算法国在意大利的资产尤具破坏性。

### 俄罗斯
俄罗斯的遭遇与美国的相似——期间内发生了三场衰退（1874-1877年、1881-1886年、1891-1892年），影响主要集中在制造业，各次衰退中间有复苏期。

### 英国
英国自1820年代以来每十年经历一次危机，尽管英格兰银行在1870年代将利率维持在9%的高位，英国最初受这场金融危机的影响较小。
1878年，对澳大利亚和新西兰的公司（农业和矿业）以及美国铁路的欺诈性、投机性投资等因素，导致苏格兰格拉斯哥市银行倒闭。
在1870年改革和1879年愛爾蘭大饑荒的基础上，成千上万受到生产者价格低迷和高租金影响的爱尔兰佃农于1879年发起了土地战争，导致了《爱尔兰土地法》改革。

### 美国
| 行业   | 产出下降 |
| ------ | -------- |
| 耐久財 | 30%      |
| 钢铁   | 45%      |
| 建筑业 | 30%      |
| 整体   | 10%      |

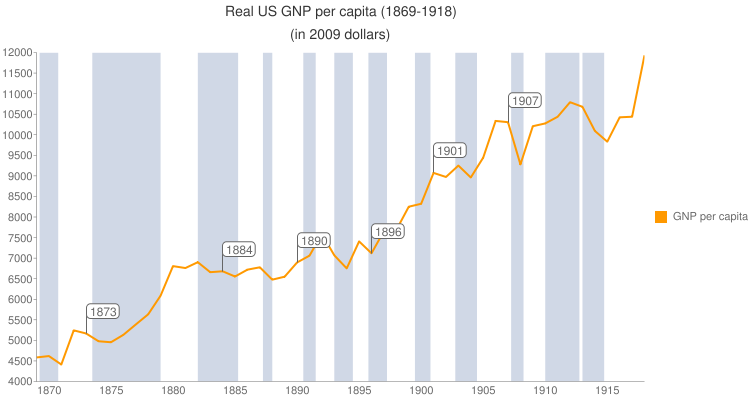
1869–1918年美国实际人均国民生产总值

在美国，长萧条始于1873年恐慌。全国经济研究所将恐慌后的收缩认定为从1873年10月持续到1879年3月。65个月的持续期间，使之成为被认定的持续时间最长的收缩，超过了大萧条时期43个月。米尔顿·弗里德曼和安娜·施瓦茨的数据显示，1869-1879年间，国民生产净值年均增长3%，而在此期间，实际国民生产总值年均增长6.8%。然而1869-1879年间，美国人口增长超过17.5%，人均国民生产净值增长缓慢。1879年的事件结束后，美国经济仍持续波动，在1901年1月之前的253个月中，有114个月遭受了衰退。
价格的急剧变化损害了名义工资——1870年代，美国的名义工资在下降了四分之一，有些地方，例如宾夕法尼亚州，下降了一半之多。尽管实际工资在南北战争之后强劲增长，1865-1873年间增长了近四分之一，但到了1880年代则停滞不前，没有实际增长，然后在1880年代后期又恢复了强劲增长。棉花价格暴跌重创了美國南部已经饱受战争蹂躏的经济。尽管农产品价格大幅下跌，但美国农业继续扩大生产。
数以千计的美国企业倒闭，超过10亿美元的债务违约。1873-1874年冬，纽约有四分之一的工人失业，而全国范围内有100万人失业。
产出下降最严重的行业是制造业、建筑业和铁路运输。危机前的几年里，铁路一直是经济增长的巨大引擎，1867-1873年，铁路里程增加了50%。铁路建设在崩溃发生前的多年内吸收了美国高达20%的资本投资后，于1873年戛然而止；1873-1878年，美国的铁路总里程几乎没有增加。
弗里德曼储蓄银行是这次金融危机的典型牺牲者。该银行于1865年在美国内战结束后获得特许，其成立的目的是促进美国新解放的自由民的经济福利。1870年代初期，该银行加入了投机热潮，投资房地产，还向铁路提供无担保贷款；1874年该行倒闭，对非裔美国人来说是一个沉重的打击。
经济衰退对尤利西斯·格兰特总统造成了严重的政治损失。历史学家艾伦·内文斯谈到格兰特总统任期的结束时说：
曾有许多届政府在阴郁和软弱中关门……但（在所有国内领域中）没有哪个像格兰特政府那样瘫痪和名誉扫地。这位总统既无政策，也无民众支持。在改革者和调查人员的猛烈抨击下，他被迫改组内阁；其中一半的成员完全没有经验，还有几个人名誉扫地，有一个甚至名声败坏。各部门的人员大都士气低落。那年秋天，该党呼吁投票，隐含的理由是，下届政府将与现任政府完全不同。在建国100周年之际，美国经历了最严重的经济萧条，几乎失去了方向。
复苏始于1878年。铁路新铺设里程从2,665英里（4,289）增加到1878-1882年的11,568英里（18,617）。1879年开始，建筑业复苏；1878年至1883年间，建筑许可证的价值增加了两倍半，尽管移民人数众多，但失业率降到了2.5%。
然而，复苏只是昙花一现。1882年至1884年间，商业利润急剧下降。铁路建设的复苏出现逆转，新铺轨长度从1882年的11,569英里（18,619）下降到1882年的2,866英里（4,612）；钢轨的价格从1880年的每吨71美元暴跌至1884年的每吨20美元。制造业再次崩溃，耐用品产出再次下降四分之一。1884年多家纽约银行倒闭时，衰退演变成另一长危机；同时，在1883-1884年，由于担心美国准备放弃金本位制，价值数千万美元的外资持有美国证券被抛售。这场金融恐慌使11家纽约银行和100多家州立银行倒闭，并导致至少3200万美元的债务违约。两次衰退之间，失业率维持在2.5%，但在1884-1885年间飙升至7.5%，美国东北部的失业率飙升至13%，这还是在新进移民数量因劳动力市场恶化而大幅下降的情况下。
第二次衰退导致农产品价格进一步恶化。1885年，由于玉米价格已低于煤炭或木材等其他燃料，堪薩斯州农民焚烧玉米。1885年，美国开始复苏。

## 对危机的反应

### 保护主义
长萧条之前曾盛行经济国际主义，国际主义得到了拉丁货币同盟等行动的支持，但后来，有许多因经济不确定性的影响而受阻。农产品价格的暴跌激起了许多国家的保护主义。法国总统阿道夫·梯也爾拒绝第二帝国的自由贸易政策，带领新的第三共和国走向保护主义，最终导致了1892年严厉的梅林关税。德意志帝國的农业容克贵族受到廉价进口谷物的冲击，1879年，奥托·冯·俾斯麦当局不顾其盟友民族自由黨的抗议，成功地鼓动征收保护性关税。1887年，意大利和法国展开了激烈的关税战。在美国，本杰明·哈里森凭借保护主义承诺，赢得了1888年美國總統選舉。
由于世界主要贸易国实施保护主义政策，尽管全球商船队在战前经济繁荣时期吨位几乎翻了一番，但在衰退的1870年至1890年期间没有明显增长。只有英国和荷兰仍然承诺低关税。

### 货币回应
1874年，即1873年崩盘一年后，美国国会通过了名为《1874年通货膨胀法案》的立法，旨在通过向货币供应中注入新的美元来应对价格下跌的问题。迫于商业利益的压力，尤利西斯·格兰特总统否决了这项措施。1878年，国会推翻了拉瑟福德·伯查德·海斯总统的否决，通过了白银购买法案，这是一次类似但更成功的推广“轻松赚钱”的尝试。

### 罢工
美国在1877年经历了第一次全国性罢工，即1877年铁路大罢工。这导致了巴尔的摩、费城、匹兹堡、雷丁、圣路易斯、斯克兰顿和沙莫金等许多主要城市和工业中心的广泛动荡，暴力事件频发。

### 新帝国主义
长萧条促成了殖民主义复兴，进而导致新帝国主义，其中以西方列强为其积累的剩余资本寻找新市场而瓜分非洲为代表。根据汉娜·阿伦特的《极权主义的起源》（1951），“权力的无限扩张”伴随着“资本的无限扩张”。
在美国，1878年开始，西部铁路的重建、扩建和再融资，这个新兴市场的规模和当年掠夺印第安领地的水、木材、鱼和矿产的规模相当。它促进了市场和工业的扩张，催生了铁路所有者的强盗男爵，在1880-1890年代达到了顶峰。镀金时代是少数富人的结果。随着1893年恐慌，市场再次剧烈崩盘，周期再次重演。

## 恢复
在美国，国家经济分析局将经济衰退追溯到1879年3月。1879年1月，美国恢复了在内战期间放弃的金本位制；根据经济学家Rendigs Fels的说法，金本位制为通货紧缩奠定了基础，而1879年极好的农业收成进一步推动了这种情况。现代观点大多都认为，1873年到1896或1897年之间并不是一场连续的衰退。甚至有人认为，这一商业周期可能早在1875年就已触底。事实上，从1869年到1879年，美国经济的实际人均国民生产净值（NNP）增长率为6.8%，实际人均国民生产总值增长率为4.5%。从1869年到1879年，实际工资持平，而从1879年到1896年，名义工资上涨了23%，物价下跌了4.2%。

## 解释
欧文·费雪认为，1873年恐慌以及随之而来的严重紧缩可以用债务和通货紧缩来解释，金融恐慌会引发灾难性的去杠杆化，以试图出售资产和增加资本储备；这种抛售将引发资产价格暴跌和通货紧缩，这反过来又会促使金融机构抛售更多资产，只会进一步加剧通货紧缩并使资本比率紧张。费雪认为，如果政府或私营企业开始努力让金融市场通货再膨胀，危机就不会那么严重。
大卫·埃姆斯·威尔斯（1890）描述了1870-1890年期间的技术进步，这一期间包括了长萧条。威尔斯描述了世界经济向第二次工业革命过渡的变化，他记录了贸易的变化，例如三倍扩张的蒸汽航运、铁路、国际电报网络的影响和苏伊士运河的开通。威尔斯举出了许多不同行业生产率提高的例子，并讨论了产能过剩和市场饱和的问题。
威尔斯的开篇语如下：
过去25年间发生的经济变化——或在活着的这代人中——无疑比世界历史上任何时期的都更重要、更多样。

威尔斯提到的其他变化包括仓储和存货的减少、中间商的淘汰、规模经济、工匠的减少以及农业工人被迫迁徙。关于整个1870-90年代，威尔斯说：
其中一些变化是破坏性的，这些变化都不可避免地引起了，而且在很长一段时间内还将继续引起对旧方法的巨大干扰，并导致资本损失和个人职业的变化。然而，世界感到惊奇，大国的委员会也在调查，但没有得出明确的结论，为什么近年来贸易和工业普遍遭受不正常的干扰和萧条。
威尔斯指出，许多政府对“价格低迷”（通货紧缩）的调查发现了各种原因，例如黄金和白银的稀缺。他展示的数据表明，通货紧缩期间，美国的货币供应量实际上有所增长。威尔斯指出，通货紧缩只降低了受益于制造和运输方法改进的商品的成本。工匠生产的商品和许多服务的价值并没有降低，劳动力成本反而增加了。此外，没有现代制造业、交通运输和通讯的国家也没有出现通货紧缩。
另一方面，诺贝尔经济学奖得主、《美国货币史》一书的作者米尔顿·弗里德曼将这场长期的经济危机归咎于新实施的金本位制，他以其传统名称“1873年罪行”来称呼其中的一部分。此外，弗里德曼指出，黄金氰化法对黄金供应的扩大作用是促进经济复苏的一个因素。强行转用一种货币，其供应受自然限制，无法随着需求而扩张，导致了一系列经济和货币紧缩，困扰了整个长萧条时期。穆瑞·羅斯巴德在他的《美国货币和银行业史》一书中认为，长萧条只是一种被误解的衰退，因为实际工资和生产实际上在整个时期都在增加。与弗里德曼一样，他认为价格下跌的原因是美国内战后恢复造成了通货紧缩的金本位制。

## 观点
多数经济史学家认为这一时期对大多数工业国而言是不利的。许多人说，不景气很大程度上是《1873年硬幣法令》废除金银复本位而转向金本位引起的货币紧缩造成的。
其他经济史学家对将这一时期定性为“萧条”颇有微词，因为相互矛盾的经济统计数据令这一说法可疑。他们指出，工业、铁路、实物产出、国民生产总值和实际人均收入都有相对较大的扩张。
经济学家米爾頓·佛利民和安娜·施瓦茨指出，1869-1879年的十年间，货币国民生产总值年均增长3%，实际国民生产总值年均增长6.8%，人均实际产值年均增长4.5%。甚至所谓的“货币紧缩”也从未发生，货币供应量每年增加2.7%。1873-1878年，在另一次货币扩张之前，银行货币总供应量从19.64亿美元增加到22.21亿美元，增长13.1%，即年均增长2.6%。简而言之，这是温和但切实的上升，而不是收缩。尽管人均名义收入从1873年到1879年缓慢下降，但在接下来的17年中的增长完全抵消了下降的部分，甚至有所增长。
此外，实际人均收入要么大致持平（1873-1880；1883-1885），要么上升（1881-1882；1886-1896），因此在“萧条”结束时，普通消费者的生活和以前相比似乎改善了不少。对其他物价大幅下跌的国家（包括美国、德国、法国和意大利）的研究表明，名义和实际人均收入数字的积极趋势更为明显。利润总体上也没有受到通货紧缩的不利影响，尽管在与占据优势地位的外国公司竞争的行业中，利润有所下降（尤其是在英国）。此外，一些经济学家认为，总体价格水平下降本身对经济并无危害，并援引该时期的经济增长作为证据。正如经济学家穆瑞·羅斯巴德所说：
不幸的是，多数历史学家和经济学家都习惯性地相信，价格的稳步和急剧下跌必然导致萧条：因此他们对这个时代明显的繁荣和经济增长感到惊讶。因为他们忽略了这样一个事实，即在事件的自然过程中，当政府和银行系统没有非常迅速地增加货币供应量时，自由市场资本主义将使生产和经济增长，巨大的增长将足以使货币供应的增长相形见绌。价格会下跌，而其后果不会是萧条或停滞，而是繁荣（因为成本也在下降）、经济增长，以及更高的生活水平向所有消费者普及。
伴随着真正繁荣的整体增长的，是消费从必需品向奢侈品转变：到1885年，“更多的房屋被盖起来，茶叶的消费量增加了一倍，甚至工人阶级也在吃进口肉类，橙子和奶制品产量空前”。工人阶级收入和品味的变化以“百货公司和连锁店的惊人发展”为标志。
价格当然下跌了，但几乎所有其他经济活动指标——煤炭和生铁的产量、建造的船舶吨位、原羊毛和棉花的消耗量、进出口数据、运输入境和清关、铁路货运清关、股份公司阵型、交易利润、小麦、肉类、茶叶、啤酒、烟草的人均消费量——全部都呈上升趋势。
至少1870年代开始的通货紧缩在很大程度上反映了要素生产率空前的进步。大多数最终产品的实际单位生产成本在整个19世纪稳步下降，尤其是1873-1896年。以前从未有过类似的“技术进步的收获……其应用如此普遍，其影响如此彻底”。这就是为什么尽管许多著名经济学家做出了可怕的预测，但英国最终并未因罢工和停工而陷入瘫痪。价格下跌并不意味着货币工资下降。价格下跌并没有引发工人大规模罢工，而是促使他们去购物。

## 延伸阅读
- Samuel Bernstein, "American Labor in the Long Depression, 1873–1878," Science and Society, vol. 20, no. 1 (Winter 1956), pp. 59–83. In JSTOR （页面存档备份，存于）.